# Павле Егински
Павле Егински или Paulus Aegineta (грч. Παῦλος Αἰγινήτης; Егина, око 625 — око 690) био је византијски лекар из 7. века. Најпознатији је по писању медицинске енциклопедије Медицински компендијум у седам књига. Сматра се „оцем ране публицистике из области медицине“. Дуги низ година у Византијском царству, његова дела су представљала и сумирала укупно западно знање о медицини и била су без премца по тачности и свеобухватности садржаја.

## Живот
О његовом животу се не зна ништа, осим тога да је рођен на острву Егина и да је доста путовао и да је посећивао, између осталог, и Александрију. Понекад га зову Iatrosophistes  и periodeutes, реч која вероватно означава лекара који је путовао од места до места приликом обављању своје професије. Не зна се када је тачно живео; али, како он цитира Александра од Трала, и њега сам цитира Јахја ибн Сарафјун (Серапион старији), вероватно је да је Абу-ел-Фарај у праву када време у којем је радио датира на период друге половине 7. столећа.

## Дела
Суда наводи да је написао неколико медицинских дела, од којих је главно још увек сачувано, без тачног наслова, али се обично назива Медицински зборник у седам књига (грч. Ἐπιτομῆς Ἰατρικῆς βιβλία ἑπτά, Epitomes iatrikes biblia hepta). Ово дело је већиим делом компилација ранијих радова.
Вилијам Александер Гринхил је написао да је његова репутација као лекара у исламском свету извесно била веома велика, а наводи се да су га посебно консултовале бабице, одакле је и добио име Al-kawabeli или „Акушеур“. Арапски писци кажу да је написао дело „De Mulierum Morbis“ и друго „De Puerulorum Vivendi Ratione atque Curatione“. Његово велико дело је на арапски превео Хунејн ибн Исхак.
Шеста књига о хирургији посебно је спомињана у Европи и арапском свету током средњег века, и од посебног је интереса за историју хирургије. Цело дело на оригиналном грчком је објављено у Венецији 1528. године, а друго издање објаввљено је у Базелу 1538. године. Објављено је неколико латинских превода књиге. Његов први потпуни превод на енглески урадио је шкотски преводилац стручних књига, Френсис Адамс 1834.
У овом раду описује операцију фиксирања киле која је слична савременим техникама.

## Почасти
Ботаничар Карл фон Лине је 1753. именовао је биљку Aeginetia, која је род цветница које припадају породици волвотки, а пореклом су углавном из тропске Азије, у част Павла Егинског.